# Ministeri d'Afers Exteriors del Japó

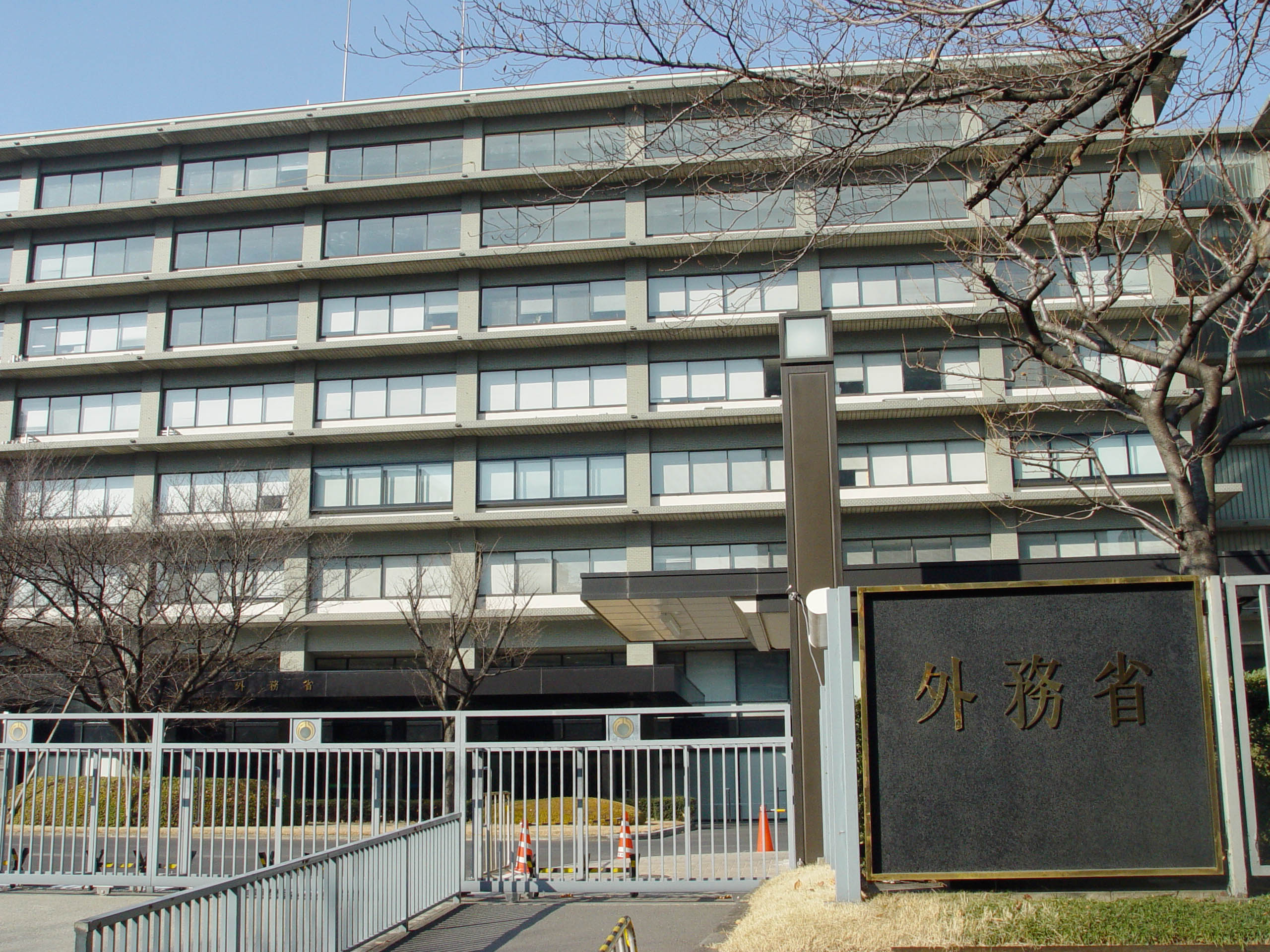
Oficina del Ministeri d'Afers Exteriors del Japó.

El Ministeri d'Afers Exteriors (外务 省, Gaimushō) és el ministeri encarregat de planificar, dirigir, organitzar, controlar i informar sobre la política exterior del Japó.
La creació d'aquest ministeri es deu a l'article tercer de la Llei Nacional de Dret de l'Organització. Segons aquesta llei, el seu cap és un ministre del gabinet, i "la seva missió és la d'aspirar a una millora dels beneficis del Japó i els japonesos, contribuint al manteniment pacífic i segur de la societat internacional, i a través d'una activa i veritable intenció, tant per ampliar el bon ambient internacional i mantenir i desenvolupar relacions harmòniques estrangeres".

## Organització del Ministeri d'Afers Exteriors
Està compost, a part del ministre d'Afers Exteriors del Japó pels següents organismes:
- Secretaria del ministre.
- Cap de Protocol.
- Secretaria de les Reunions APEC del Japó.
- Secretari de Premsa / director general de Premsa i Relacions Públiques.
- Divisió de Diplomàcia Pública.
- Departament de Política Exterior.
- Departament de No Proliferació i Desarmament d'Armes.
- Departament d'Afers Exteriors d'Àsia i Oceania.
- Departament d'Afers Exteriors del Sud-est i Sud-oest d'Àsia.
- Departament d'Afers Exteriors d'Amèrica del Nord.
- Departament d'Afers Exteriors d'Amèrica Llatina i el Carib.
- Departament d'Afers Exteriors d'Europa
- Departament d'Afers Exteriors de l'Orient Mitjà i Àfrica.
- Direcció General Adjunta d'Afers de l'Àfrica Subsahariana.
- Direcció de Comerç Exterior.
- Oficina de Cooperació Internacional
- Direcció General d'Afers Globals.
- Oficina de Dret Internacional.
- Departament d'Assumptes Consulars.
- Servei d'Intel·ligència i Anàlisi.
- Institut de Capacitació Diplomàtica, del Ministeri d'Afers Exteriors.